# 卡齐米日三世
卡齐米日三世（大帝）（波兰语：Kazimierz III Wielki，1310年—1370年）波兰国王（1333年~1370年在位）。皮雅斯特王朝的最后男性成员。其延續王國的寬鬆民政舉措，在位時期波蘭的猶太移民人數達到頂峰，且與貴族階層間有相當多對抗表現，進而獲得綽號稱之為「農奴和猶太人的國王」。

## 行狀

### 內政
卡齐米日三世是国王瓦迪斯瓦夫一世之子。他奉行依靠中小贵族，削弱有独立倾向的大贵族的方针。曾于1347年颁布确立封建君主制度的维希利察—皮沃特勒库夫条例，又建立了一套司法制度来遏制贵族滥用权力。因為他在1344年整理一套完整的波蘭法典留給後人，故被稱為「波蘭的查士丁尼」。应对波兰境内德国势力增长的局面，卡齐米日三世建立独立的以德意志法为裁判依据的最高法庭，禁止波兰各城市去德意志境内的马德堡法院上诉。
卡齐米日三世扩大了城市的自治权，鼓励商业和手工业的发展，譬如他加入極盛期的漢薩同盟、與北歐貿易，又開發黑海貿易線，大大增加了王室收入。他在1337年至1346年实施币制改革以稳定物价。此外在他任內，波兰在商业上显着增长，他保护在西欧因黑死病而受迫害的犹太人，并积极鼓励猶太人等外國移民以增加稅收、繁榮經濟，逐漸奠定波蘭猶太人高居全歐第一的格局。

### 對外政策和領土活動
卡齐米日三世的外交活动包括：1339年与匈牙利簽約结盟，讓匈牙利王室繼承（假如）無後嗣的卡齊米日，交換條件是匈王須出兵幫助波蘭收復失地；1343年与条顿骑士团缔结“永久和平条约”，以割让东波莫瑞给骑士团为条件换回库亚维；反对立陶宛大公国和加利奇公国，1366年一度与立陶宛发生过战争。他还在1340年至1352年發動加里西亞－沃里尼亞戰爭而入主了一些罗斯小公国（現烏克蘭西部）包括利沃夫，將波蘭王國的領土擴大一倍。1366年在其指揮下再將領土範圍擴張至沃里尼亞和波多利亚。
卡齊米日三世在1343-1348年間為收復西里西亞（已併入波希米亞公國），與匈牙利聯手試圖進攻盧森堡王朝的波希米亞，雖然此事以失敗告終，但其隨後阻止波希米亞國王查理四世（兼任神羅皇帝）將西里西亞從天主教格涅茲諾總教區分離出去的嘗試。後來他再次向教皇請願，試圖以法律手段來收復西里西亞，但仍以失敗告終。

### 其他
1364年，卡齐米日三世於克拉科夫市创办亞捷隆大學。1366年，他召开了波兰的第一次国会。

## 對猶太人的政策
卡齊米日於1334年10月9日重申認可1264年卡利什法的效力，在隨後還進一步擴大了該特許狀內的條款，授予了猶太人更多權限。例如在對施行死刑時，其是禁止了為強迫進行基督教洗禮而對猶太裔孩童施行綁架，同時也對褻瀆猶太墓地的行為施以嚴酷刑罰。猶太人雖早在卡齊米日管治前就已生活於波蘭，其在位時是再放開政策而容許猶太人大規模定居波蘭，並將他們視為君主子民而施以保護。卡齊米日歷史上所傳聞的猶太裔情婦艾斯特莉卡Esterka，未有獲得史料考證的直接確定。

## 身後
由于身后无嗣，1370年卡齐米日三世在死前，依照1339年的條約將波兰王位传给了他的外甥──匈牙利安茹王朝的国王拉约什大帝。但因為拉約什國王經常不在波蘭，故由卡齊米日的妹妹伊麗莎白（拉約什的母親）擔任波蘭攝政，掌握大部分的波蘭實權，直到伊麗莎白於1380年去世為止。

## 文化與建築遺產

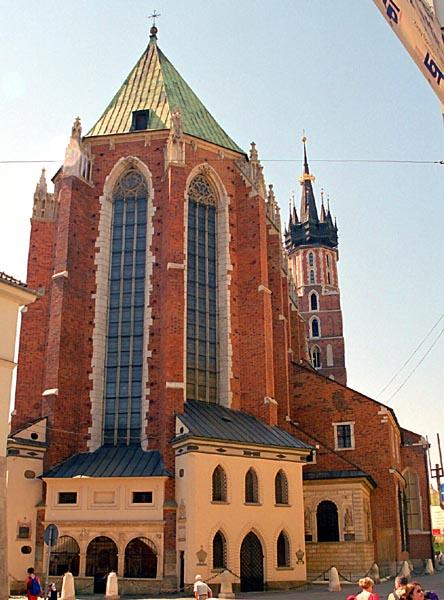
1347年建立克拉科夫圣母圣殿

卡齊米亞三世在位時，波蘭各地進行了大範圍的磚石建築的修建，其中包括哥德式教堂、城堡、城市防禦和富裕市民的住房的修建。波蘭中世紀時期最著名的建築就是那些數目眾多的體現波蘭哥德式風格的教堂了；教堂和禮拜堂的陳設最能體現中世紀的雕刻、繪畫和鍛工工藝。在1346年到1362年間開始編纂的卡齊米日大帝法典（Piotrków-Wiślica Statutes）中，波蘭的法律被第一次編為法典。因此，在國內，衝突的解決要依靠法律的程序；在國外，雙邊或多邊的談判和協商日益重要起來。到這個時候，主教座堂網絡和教區學校發展良好。1364年，卡齊米亞三世在教皇的允許下，建立克拉科夫大學，這是中歐第二古老的大學。但很多人還是到南歐和西歐求學，波蘭語在書面文件中日益盛行，並與當時占主導地位的拉丁文並駕齊驅，例如知名的〈聖十字布道集〉（約14世紀初）可能是現存的最古老的波蘭語散文手抄本。

## 評價

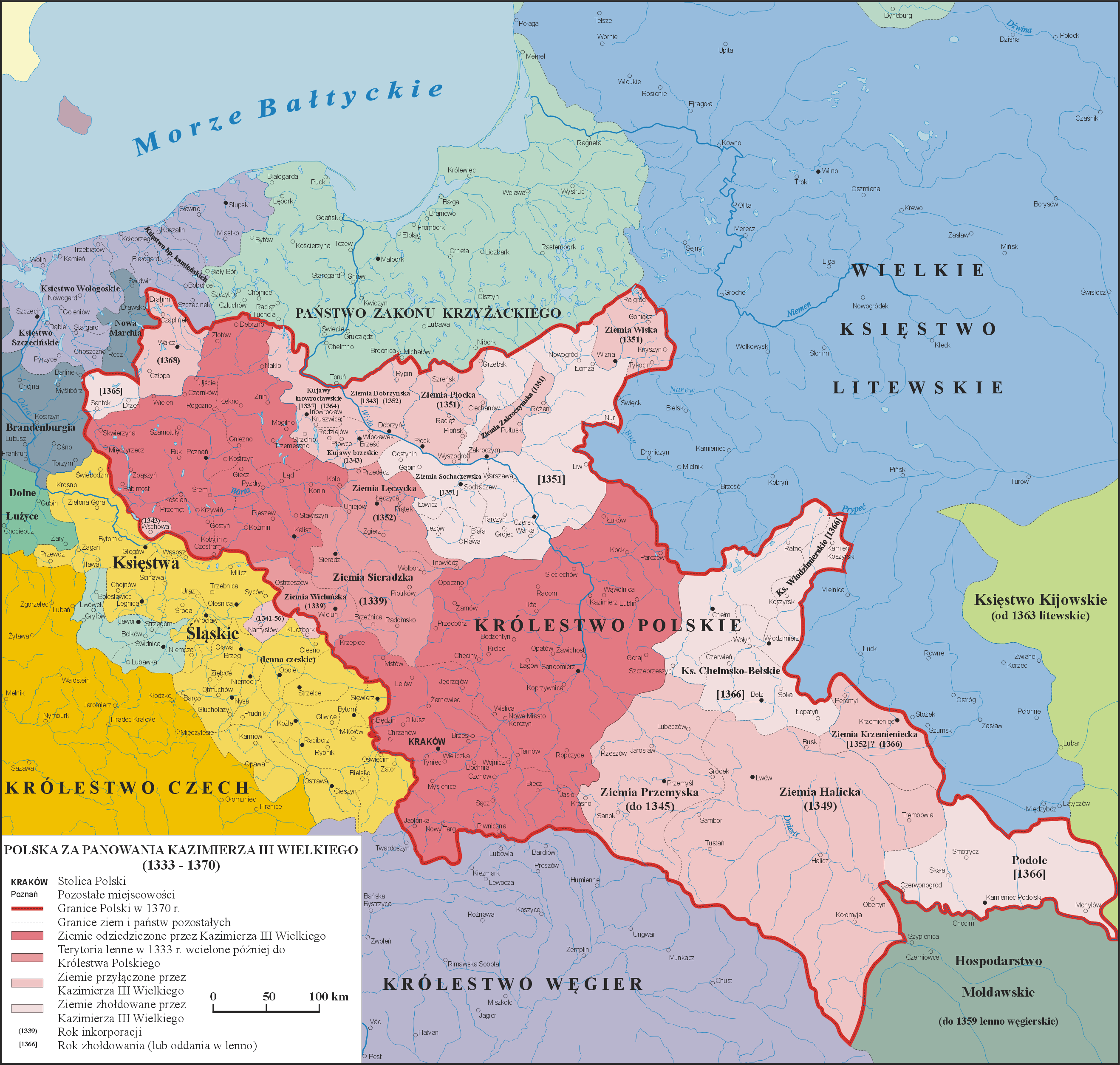
卡齐米日大帝统治时期末的波兰（1370年），其边界为图中暗红色线，可见波兰失去了西里西亚（黄色），并一直向东扩张

作為中興英主的卡齊米日三世，在內政外交上都大大鞏固了波蘭的地位，因此獲得「大帝」的稱號：
- 從內政方面講，他不僅使重歸統一的波蘭的各個地方都融為一體，而且加強中央集權，同時還幫助發展被認為是「波蘭王國本土」的地方，這個地方在波蘭實際邊界，以及過去或後來的邊界（從波蘭方面看是法律上的邊界）內。卡齊米日三世建立或加強了王國內的制度（譬如擁有大權的國家財政部），使其與地方的、階級的、或王室的利益無關。他又因慷慨保护弱小农民等善政而受讚譽，被暱稱為「農民之王」；他在國內廣興石磚建築以取代木造房舍的政策，被比擬為古羅馬明君「奧古斯都」的偉大績業──「我接手木造的波蘭，卻留下磚造的堅固波蘭」。
- 從國際方面講，卡齊米日三世在外交上非常活躍，與歐洲其他國家的統治者建立緊密的交往，特別是與東歐第一強國匈牙利的結盟帶來巨大成效，卡齊米日是波蘭國家利益的可靠保衛者。1364年，他發起克拉科夫會議，這次會議得到很多君主的參與，而且推動了中歐各國的和平合作和權力平衡。

| 卡齐米日三世 皮雅斯特王朝出生于：1260年3月3日逝世於：1333年3月2日 | 卡齐米日三世 皮雅斯特王朝出生于：1260年3月3日逝世於：1333年3月2日 | 卡齐米日三世 皮雅斯特王朝出生于：1260年3月3日逝世於：1333年3月2日 |
| 統治者頭銜                                                        | 統治者頭銜                                                        | 統治者頭銜                                                        |
| ----------------------------------------------------------------- | ----------------------------------------------------------------- | ----------------------------------------------------------------- |
| 前任者： 瓦迪斯瓦夫一世                                           | 波蘭國王 1320年–1333年                                            | 繼任者： 匈牙利的盧德維克                                         |

1. ↑  罗思Cecil Roth. 简明犹太民族史/汉译犹太文化名著丛书/A short history of the Jewish people[M]. 黄福武译,山东大学出版社, 1997. ISBN 9787560718408
2. ↑  . The New York Times. 12 July 2007. Probably about 70 percent of the world's European Jews, or Ashkenazi, can trace their ancestry to Poland — thanks to a 14th-century king, Casimir III, the Great, who drew Jewish settlers from across Europe with his vow to protect them as "people of the king",
3. ↑  .   [28 March 2020]. （原始内容存档于2022-10-11）.